# Viničné Šumice
Viničné Šumice är en ort i Tjeckien.   Den ligger i regionen Södra Mähren, i den östra delen av landet, 200 km sydost om huvudstaden Prag. Viničné Šumice ligger 293 meter över havet och antalet invånare är 1 065.
Terrängen runt Viničné Šumice är platt söderut, men norrut är den kuperad. Terrängen runt Viničné Šumice sluttar söderut. Runt Viničné Šumice är det tätbefolkat, med 257 invånare per kvadratkilometer. Närmaste större samhälle är Brno, 15,9 km väster om Viničné Šumice. Trakten runt Viničné Šumice består till största delen av jordbruksmark.